# Zagrosia persica
Zagrosia persica là một loài thực vật có hoa trong họ Măng tây. Loài này được (Hausskn.) Speta miêu tả khoa học đầu tiên năm 1998.